# فرچییا د آلماسان
فرچییا د آلماسان (به اسپانیایی: Frechilla de Almazán) یک دهستان در اسپانیا است که در سریا واقع شده‌است.

## خصوصیات
فرچییا د آلماسان ۲۵ کیلومترمربع مساحت و ۳۷ نفر جمعیت دارد.